# Peter Brown (Historiker)

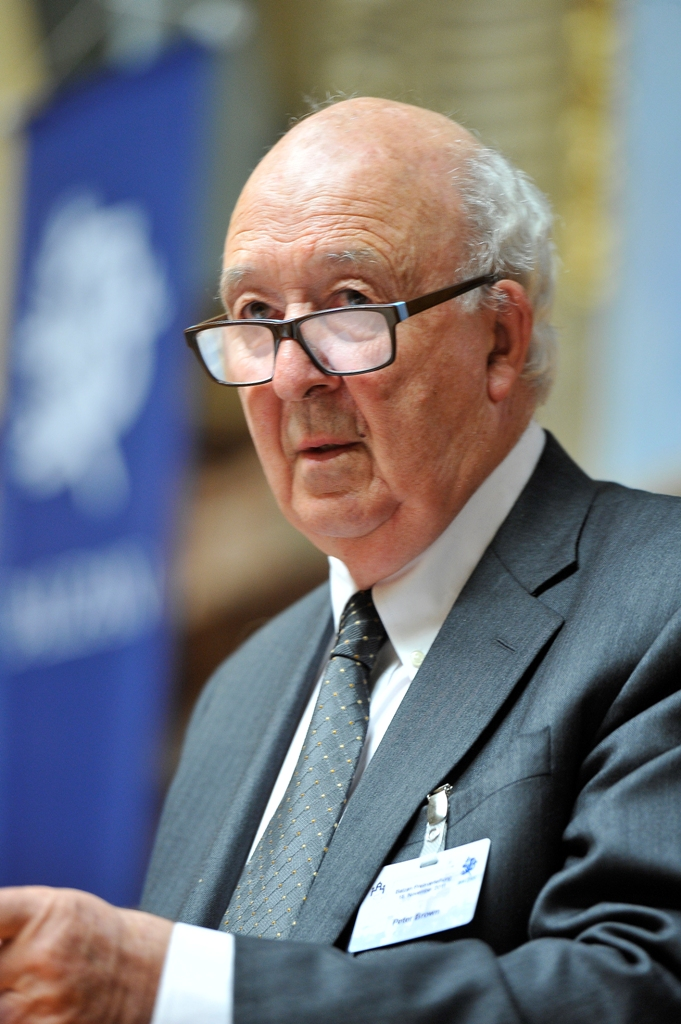
Peter Brown 2011

Peter Robert Lamont Brown (* 26. Juli 1935 in Dublin) ist ein aus Irland stammender Althistoriker, der zuletzt an der Universität Princeton lehrte.

## Leben
Peter Brown stammte aus einer protestantischen irischen Familie, besuchte ab 1948 die Shrewsbury School in Shropshire mit dem Abschluss 1952 und beschloss nach Lektüre der römischen Sozial- und Wirtschaftsgeschichte von Michael Rostovtzeff, Geschichte zu studieren. Von 1953 bis 1956 studierte er am New College (Oxford). Er begann eine althistorische Dissertation bei Arnaldo Momigliano (damals am University College London), vollendete sie aber nicht. Da er eine Prize Fellowship des All Souls College gewonnen hatte, blieb er in Oxford, wo er ab 1963 Research Fellow des All Souls College und ab 1970 Senior Research Fellow war. 1970 wurde er Special Lecturer der Fakultät für Moderne Geschichte der Universität Oxford und 1973 Reader (ad hominem). 1975 wurde er Professor für Modern History und Leiter der Geschichtsfakultät des Royal Holloway College der Universität London. Von 1978 bis 1986 war er Professor für Alte Geschichte und Altphilologie an der University of California, Berkeley und von 1986 bis 2011 Philip and Beulah Rollins Professor für Geschichte an der Princeton University. Dort erhielt er den President’s Award for Distinguished Teaching.
Brown war Gastprofessor in Berkeley (1975), Princeton (1983 bis 1986), an der University of California, Los Angeles, in Toronto, Ungarn, Island und in Italien.
Browns Hauptarbeitsgebiet ist die Geschichte des frühen Christentums, der Christianisierung des Römischen Reiches sowie allgemein die Spätantike. „Browns Forschungen haben eine ganze Epoche des Euromediterraneums, die Spätantike, neu erschlossen.“ Es ist nicht zuletzt sein Verdienst, diese Epoche ungleich stärker als vor 1970 weltweit zu einem Hauptarbeitsfeld der althistorischen Forschung gemacht und zudem einem breiteren Publikum nähergebracht zu haben. Brown gilt als einer der besten Augustinuskenner; seine Biografie über Augustinus von Hippo aus dem Jahr 1967 (inzwischen in einer überarbeiteten Fassung erschienen) ist nach wie vor ein Standardwerk.

## Forschungen zur Spätantike
Sehr einflussreich waren Browns Untersuchungen zu den spätantiken Heiligen Männern und ihrer sozialen Funktion. Besonders mit seinem 1971 erschienenen (populärwissenschaftlichen) Buch The World of Late Antiquity. From Marcus Aurelius to Muhammad forcierte Brown einen Prozess, der zu einer Neubewertung der Spätantike führte. Diese war lange unter dem Vorzeichen des Untergangs der antiken Zivilisation als eine Verfalls- und Dekadenzzeit gesehen worden. Im englischen Sprachraum war in dieser Hinsicht die Deutung des als Klassiker geltenden Edward Gibbon wirkmächtig. Für Brown stand dagegen die Transformation der heidnisch-römischen Welt hin zum christlichen Imperium bzw. den christlich-germanischen Nachfolgestaaten im Mittelpunkt: Nicht eine Welt im Niedergang, sondern eine Welt im Umbruch sollte beschrieben werden. Im Zentrum stand dabei weniger Westrom als vielmehr das griechisch geprägte Ostrom, das die Völkerwanderungszeit weitgehend unbeschadet überstand.
Brown war mit diesem Ansatz sehr einflussreich in der neueren Forschung. Allerdings mehren sich in den vergangenen Jahren auch einige Stimmen, die Brown eine zu starke Idealisierung der Epoche und ein Kleinreden von Krisen- und Verfallserscheinungen, gerade in Hinblick auf Westrom, vorwerfen, zumal seine Deutung von religiösen Motiven teils umstritten ist. Browns Ansatz sei zu sehr vom Fortschrittsoptimismus der 1960er Jahre geprägt. Sogar Averil Cameron, die selbst für eine Neubewertung der Epoche eintritt, warnte bereits 1993: „‘Late antiquity’ is in danger of having become an exotic territory, populated by wild monks and excitable virgins and dominated by the clash of religions, mentalities, and lifestyles.“
Dennoch hat Brown mit seinen Studien entscheidend dazu beigetragen, die Epoche der Spätantike neu zu bewerten und die Forschungsdiskussion zu befruchten.

## Preise und Auszeichnungen
1982 erhielt er ein Stipendium der MacArthur Foundation, auch bezeichnet als Genius Award. 1989 erhielt er für sein Buch The Body and Society: Men, Women, and Sexual Renunciation in Early Christianity den Ralph-Waldo-Emerson-Preis der Phi Beta Kappa Society. 1994 erhielt er den A.H.-Heineken-Preis für Geschichte. 1999 wurde Brown mit dem Ausonius-Preis ausgezeichnet. Gemeinsam mit der indischen Historikerin Romila Thapar wurde ihm 2008 für sein Lebenswerk der Kluge-Preis verliehen.
Brown erhielt 2011 den Balzan-Preis für seine Forschungen zum frühen Christentum und zur Spätantike; für 2015 wurde ihm der Dan-David-Preis zugesprochen.
Er ist Fellow der British Academy (1971) und der American Academy of Arts and Sciences (1979), auswärtiges Mitglied der Accademia dei Lincei und der Königlich Niederländischen Akademie der Wissenschaften und Ritter des Ordre des Arts et des Lettres. 1988 wurde er Fellow der Medieval Academy of America und 1995 Resident Member der American Philosophical Society. 2010 wurde er zum Ehrenmitglied der Royal Irish Academy gewählt.

## Werke in Auswahl
- Augustine of Hippo. A Biography. 1967/2000.
  - Deutsche Ausgabe: Augustinus von Hippo. Übersetzt, bearbeitet und herausgegeben von Johannes Bernard. Societäts Verlag, Frankfurt 1972,  ISBN 3-7973-0236-3, erweiterte Neuausgabe 2000, ISBN 3-423-30759-5.
- The World of Late Antiquity: AD 150–750. 1971/1989.
  - Deutsche Ausgabe: Welten im Aufbruch. Die Zeit der Spätantike. Von Mark Aurel bis Mohammed. Übersetzt von Edgar Pack. Lübbe, Bergisch Gladbach 1980, ISBN 3-7857-0248-5.
- The Making of Late Antiquity. 1978.
  - Deutsche Ausgabe: Die letzten Heiden. Eine kleine Geschichte der Spätantike. 1986, ISBN 3-8031-3528-1.
- The Cult of the Saints: Its Rise and Function in Latin Christianity. 1981.
  - Deutsche Ausgabe: Die Heiligenverehrung. Ihre Entstehung und Funktion in der lateinischen Christenheit. 1991, ISBN 3-7462-0502-6.
- The Body and Society: Men, Women, and Sexual Renunciation in Early Christianity. 1988. Deutsche Ausgabe:
  - Die Keuschheit der Engel. Sexuelle Entsagung, Askese und Körperlichkeit am Anfang des Christentums. 1991.
- Power and persuasion in late antiquity. Towards a Christian empire. 1992.
  - Deutsche Ausgabe: Macht und Rhetorik in der Spätantike. Der Weg zu einem christlichen Imperium. 1995, ISBN 3-423-04650-3.
- Authority and the Sacred: Aspects of the Christianisation of the Roman world. 1995.
  - Deutsche Ausgabe: Autorität und Heiligkeit. Aspekte der Christianisierung des Römischen Reiches. 1998, ISBN 3-15-009709-6.
- The Rise of Western Christendom. Triumph and Diversity, AD 200–1000. 1. Auflage 1996; überarbeitete 2. Auflage 2003; stark erweiterte 3. Auflage 2013, ISBN 978-1-118-30126-5.
  - Deutsche Ausgabe: Die Entstehung des christlichen Europa. 1. Auflage 1996, ISBN 3-406-40519-3.
- Through the Eye of a Needle: Wealth, the Fall of Rome, and the Making of Christianity in the West, 350-550 AD. 2012.
  - Deutsche Ausgabe: Der Schatz im Himmel. Der Aufstieg des Christentums und der Untergang des römischen Weltreichs. Übersetzt von Michael Bayer und Karin Schuler. Klett-Cotta, Stuttgart 2017, ISBN 978-3-608-94849-3.
- The Ransom of the Soul. 2015.
  - Deutsche Ausgabe: Der Preis des ewigen Lebens. Das Christentum auf dem Weg ins Mittelalter. Übersetzt von Tobias Gabel. Philipp von Zabern, Darmstadt 2018, ISBN 978-3-8053-5150-8.
- Journeys of the Mind. A Life in History. Princeton University Press, Princeton / Oxford 2023, Rezension.[1]